# Naturpark Weserbergland Schaumburg-Hameln
Naturpark Weserbergland Schaumburg-Hameln ligger ved den nordlige udkant af Mittelgebirge ved overgangen til den Nordtyske Slette, omkring 50 km sydvest for Hannover i den tyske delstat Niedersachsen, der også forvalter parken. Naturparken der blev oprettet i 1975 omfatter Weserdalen mellem Rinteln og Hameln med dele af Schaumburger Land, Calenberger, Lipper- og Pyrmonter Bergland fra Bad Nenndorf mod nord til Bad Pyrmont mod syd, Bückeburg og Bad Eilsen mod vest og Bad Münder og Osterwald mod øst med de højeste punkter i Süntel.

## Geografi
Mod nord afgrænses den næsten 1000 km² store Naturpark af højdedragene Bückeberg og Deister, og omfatter Wesergebirge, Harrl og Süntel, begge sider af Weser så langt mod syd som til Ith, Osterwald og Thüster Berg, med et alsidigt landskab med jævne skråninger, dækket med store sammenhængende skovarealer der veksler med snævre dale.
Et mix af natur- und landschaftsschutzgebiete, byer, flere kurbade og små landsbyer, slotte og borge fra Weserrenæssancen gør naturparken til et yndet ferie- og rekreationsområde i Nordtyskland.

## Seværdigheder

### Arkitektur
- Byggerier fra Weserrenæssance, som slottene Hämelschenburg og Schwöbber
- Middelalderlig markedsplads i den tidligere universitetsby Rinteln
- Gamle bydele i Bückeburg og Hameln
- Omfattende kuranlæg i Bad Eilsen, Bad Nenndorf, Bad Münder am Deister og Bad Pyrmont
- Talrige kirker, klostre og bymure fra middelalderen.

### Natur
- det 800 hektar store Naturschutzgebiet „Hohenstein“ i Süntel
- det 240 hektar store Naturschutzgebiet „Naturwald Saubrink/Oberberg“
- Naturschutzgebiet „Kamm des Wesergebirges“
- de her hjemmehørende, sjældne Süntelbøge
- Drypstenshulerne, med Schillat-Höhle ved Hessisch Oldendorf

I Weserbergland findes de nordligste forekomster af fler hårdstensarter i Tyskland, så landskabet er for en del præget at stenbrud og stenindustri. Dette har medført at Schaumburgborgere har dannet en aktiongruppe Aktionsgemeinschaft Weserbergland - Schaumburger Freunde der protesterer mod landskabsødelæggelserne.